# Bartolomeu Dias (Schiff, 1935)
Die Bartolomeu Dias (F471) war ein Aviso der 1. Klasse (avisos coloniais de 1ª classe) der portugiesischen Marine. 

## Geschichte

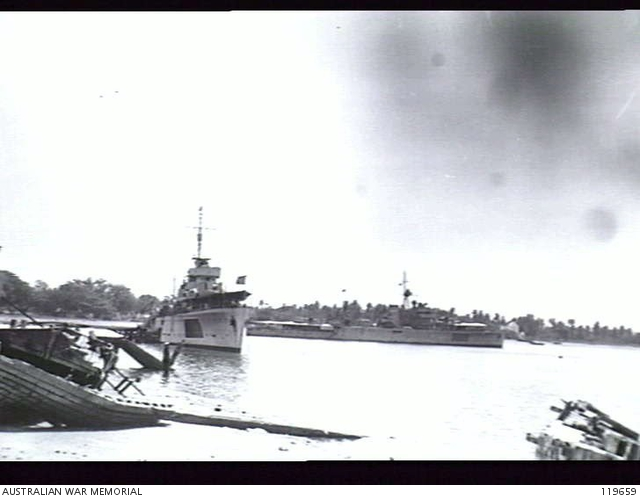
Die Gonçalves Zarco und die Bartolomeu Dias in Dili (1945)

Die Bartolomeu Dias wurde nach dem portugiesischen Seefahrer Bartolomeu Dias benannt. Zusammen mit ihrem Schwesterschiff, der Afonso de Albuquerque gehörte sie zur Afonso-de-Albuquerque-Klasse, die zum Einsatz in den Überseeprovinzen Portugals ausgerichtet war. Bei zehn Knoten hatten die Schiffe eine Reichweite von 18.000 km. Während die Afonso de Albuquerque in erster Linie für den Einsatz im Indischen Ozean und Ostasien gedacht war, sollte die Bartolomeu Dias im Atlantik operieren. Auch sollten die Schiffe bei Landungsaktionen die Streitkräfte an Land unterstützen. Beide Schiffe wurden 1933 in der britischen Werft Hawthorne Leslie gebaut.
Nach dem Ende der japanischen Besatzung Portugiesisch-Timors im Zweiten Weltkrieg waren die Bartolomeu Dias und die Gonçalves Zarco die ersten portugiesischen Schiffe, die der Kolonie Hilfe brachten. Sie erreichten einen Tag nach der Kapitulationszeremonie der Japaner in Dili die Kolonialhauptstadt am 27. September 1945. Nach dem Zweiten Weltkrieg wurde die Bartolomeu Dias wie eine Fregatte eingesetzt. In ihrem Rufzeichen erhielt sie nun die Kennung F471.
Während der Besetzung Portugiesisch-Indiens am 18. Dezember 1961 durch die Republik Indien war die Bartolomeu Dias mit drei weiteren Fregatten und einer Reihe Patrouillenboote im Einsatz vor Goa, Damão und Diu. Dabei kam es aber nur zum Gefecht zwischen der Afonso de Albuquerque und indischen Kriegsschiffen, bei dem das portugiesische Schiff zerstört wurde. Die anderen portugiesischen Schiffe kamen nicht in direkte Feindberührung.
1967 wurde die Bartolomeu Dias zuerst zu einem Marinedepotschiff und in São Cristovão umbenannt und schließlich verschrottet.

## Sonstiges
Nachfolger als Namensträger ist die Fregatte Bartolomeu Dias (F333).

## Belege
- Área militar mit Fotos der Bartolomeu Dias und Afonso de Albuquerque. Abgerufen am 24. August 2024 (portugiesisch).